# Альберик Утрехтский
Альберик (умер 21 августа 784) — епископ Утрехтский (775—784). Святой Католической и Православной церкви, день памяти — 14 ноября.

## Биография
Святой Альберик был монахом, архиепископом епархии Утрехта, современные Нидерланды.
Святой Альберик был племянником святого Григория Утрехтского. О его жизни до принятия пострига мало что известно. Он служил приором в Утрехтском соборе святого Мартина. После кончины святого Григория в 775 году, Альберик стал епископом Утрехта. Его епископское служение сопровождалось успешной миссией у язычников тевтонов, а также реорганизацией школы в Утрехте. Также святой Альдерик руководил миссией святого Людгера в Восточной Фризии.
Святой Альберик был добрым другом Алкуина, учителя и поэта из Йорка, Англия, прославленного своей учёностью в то время. Это отношение говорит о высокой образованности самого Альберика, «энциклопедические знания в вопросах веры» которого были широко известны.

## Комментарии
1. ↑  Хотя источники сообщают, что святой Альберик стал епископом Утрехта после своего дяди, святого Григория, на самом деле святой Григорий не был епископом — он был, скорее, «управляющим»[2]. Самого святого Альберика ставили во епископа в Кёльне в 777 году[3].